# بوتشوینکا (شهرستان گیژتسکو)
بوتشوینکا (به لهستانی:  Boćwinka) یک روستا در لهستان است که در گمینا کروکلانکی واقع شده‌است.